# Antoine-Marie-Gabriel Goursolas
Antoine-Marie-Gabriel Goursolas, francoski general, * 1881, † 1950.